# Realna stopa procentowa
Realna stopa procentowa – stopa równoważąca podaż i popyt na rynku kapitałowym.
Podaż oszczędności w gospodarce uzależniona jest od tego w jakim stopniu ludzie są skłonni poświęcać dzisiejszą konsumpcję na rzecz przyszłej konsumpcji. Popyt na oszczędności uzależniony jest od efektywności produktywnego wykorzystania zasobów rzeczowych zaangażowanych w działalność gospodarczą.
Realna stopa procentowa to stopa procentowa po odjęciu inflacji (nominalna stopa procentowa minus inflacja).